# Proserpinus
Proserpinus is een geslacht van vlinders uit de onderfamilie Macroglossinae van de familie pijlstaarten (Sphingidae).

## Soorten
- Proserpinus clarkiae (Boisduval, 1852)
- Proserpinus flavofasciata Walker, 1856
- Proserpinus gaurae (J.E. Smith, 1797)
- Proserpinus juanita (Strecker, 1876)
- Proserpinus lucidus Boisduval, 1852
- Proserpinus proserpina (Pallas, 1772) - Teunisbloempijlstaart
- Proserpinus terlooii Edwards, 1875
- Proserpinus vega (Dyar, 1903)

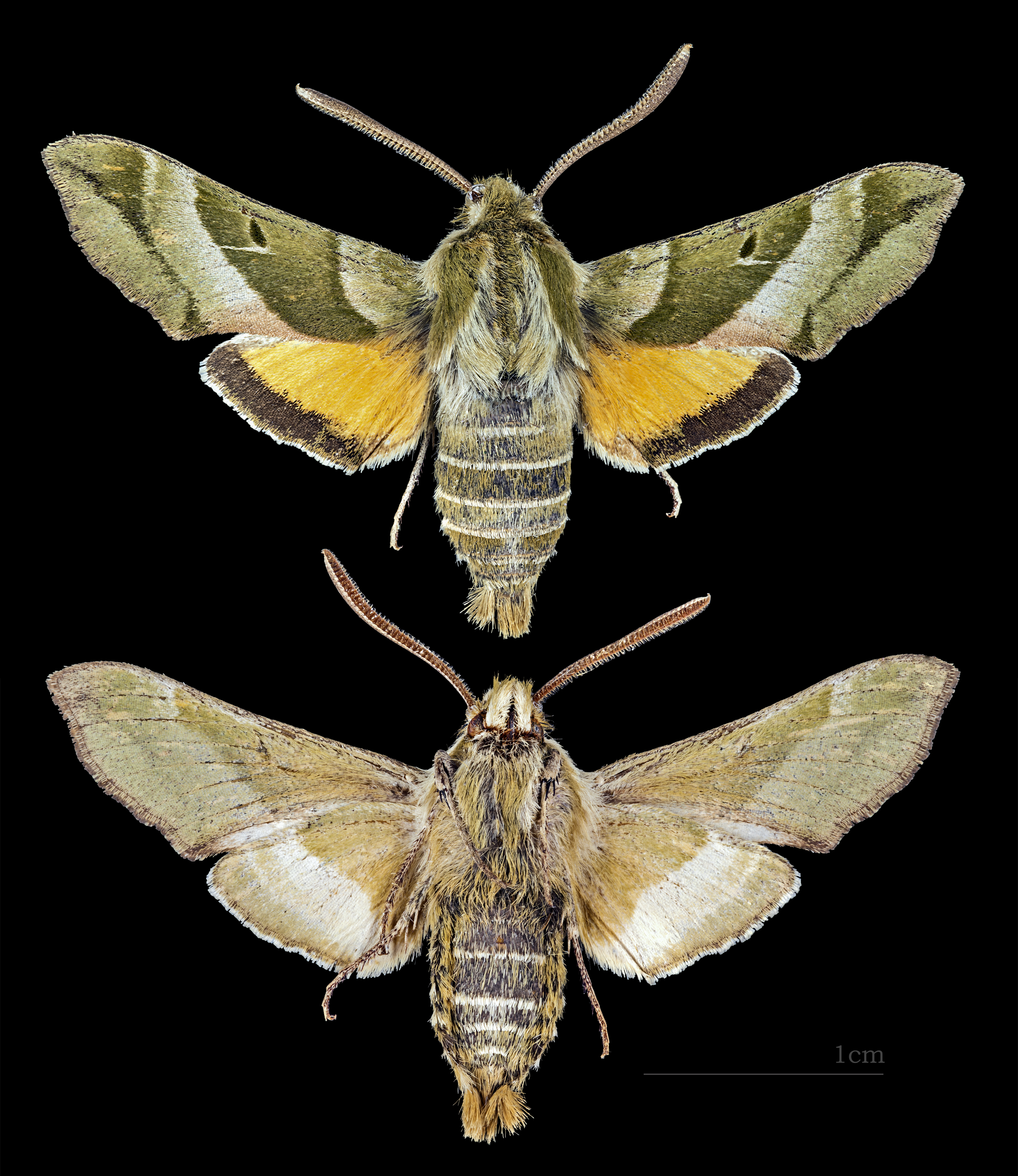
Proserpinus clarkiae
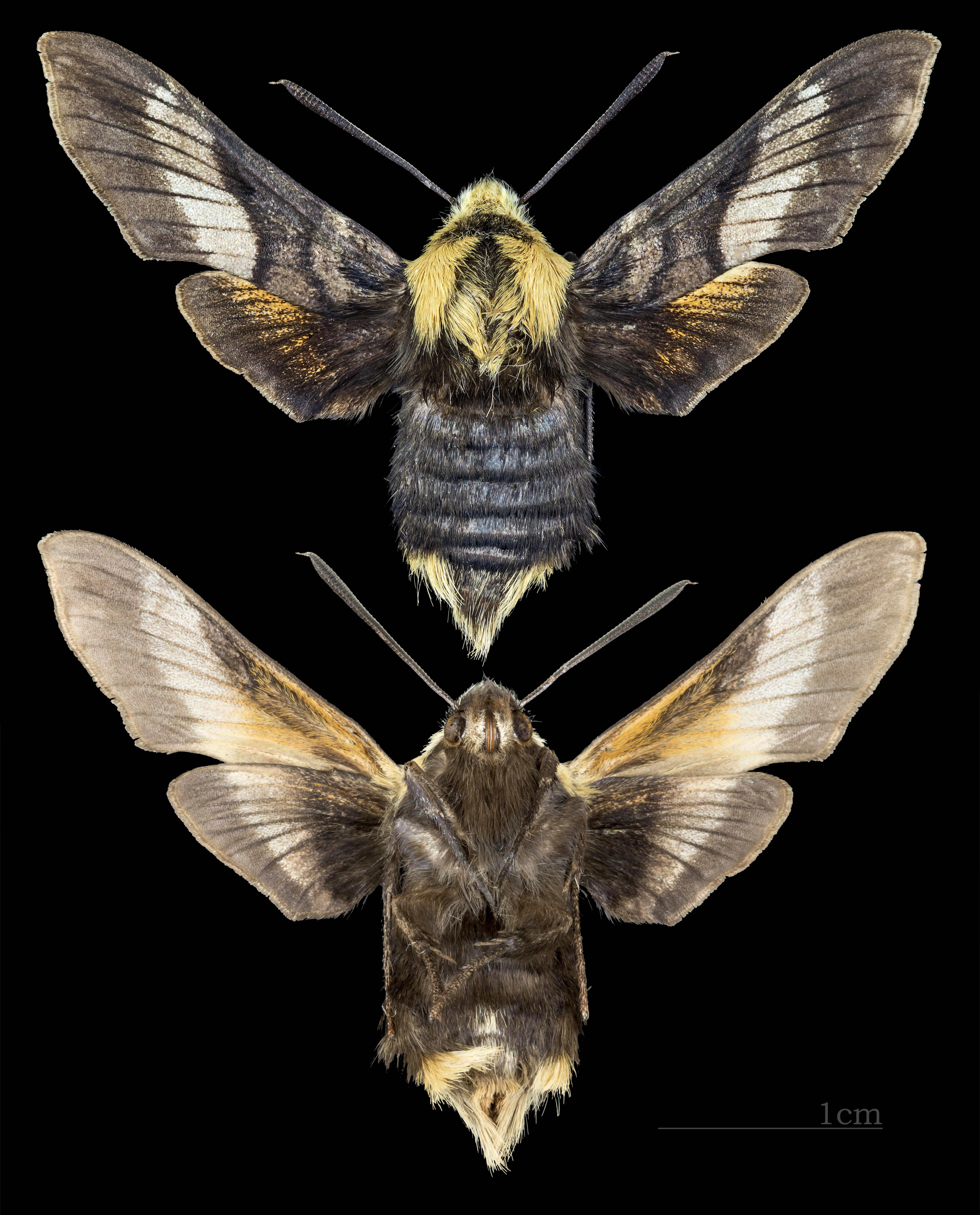
Proserpinus flavofasciata
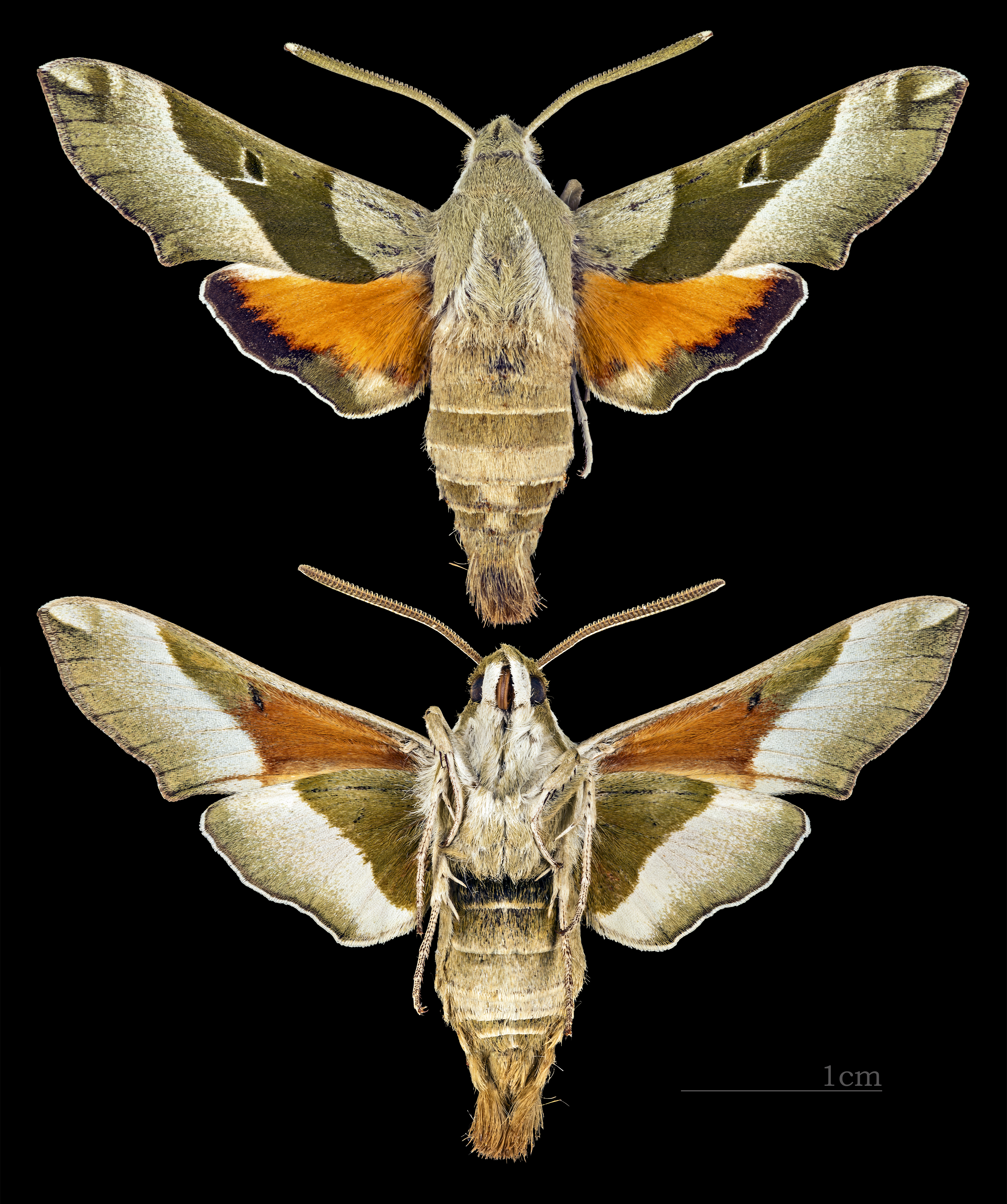
Proserpinus juanita
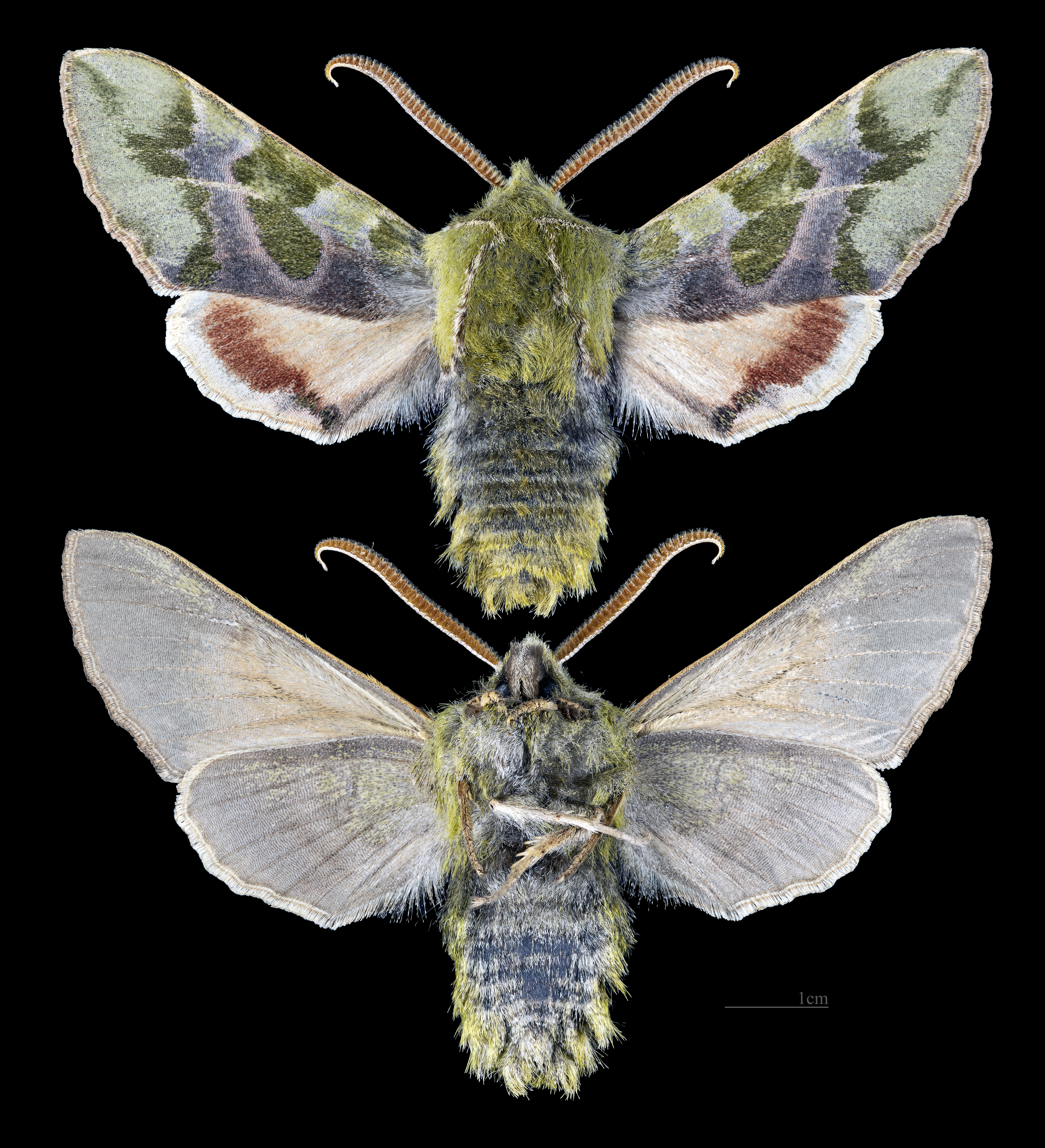
Proserpinus lucidus
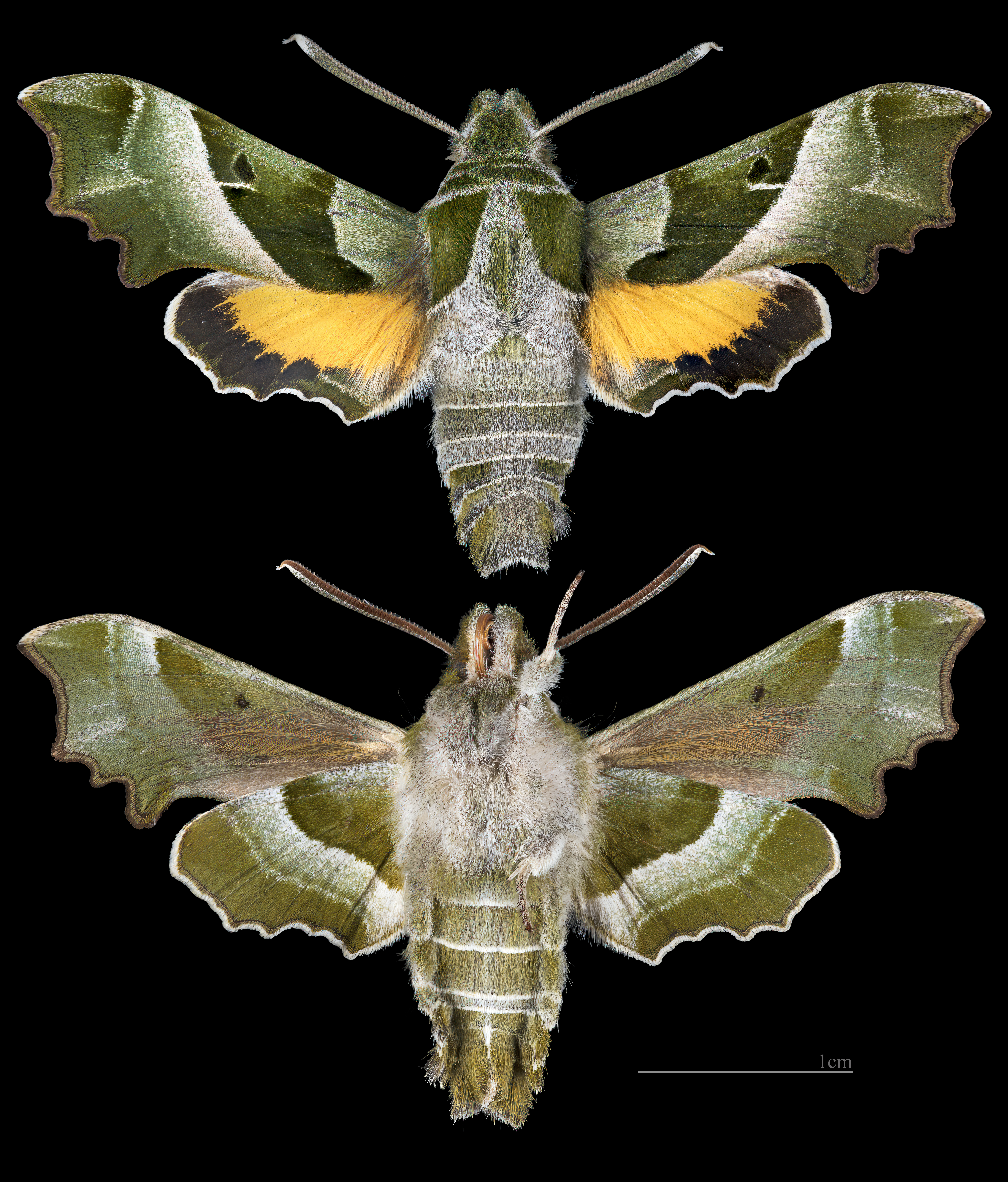
Proserpinus proserpina